# Terberg
Die Terberg Group B.V. ist ein niederländischer Hersteller von Flurförderfahrzeugen und Sonder-Lkw. Das Unternehmen Terberg Spezialfahrzeuge produziert Frachthof-, RoRo- und Terminal-Zugmaschinen, Wechselbrückenumsetzer, Zweiwegefahrzeuge, Hakenlift-Fahrzeuge sowie unter der Marke Kinglifter Mitnahmestapler und Kipper für die Marktsegmente Industrie, Hafen, Flughafen, Logistikzentren, Bau, Berg- und Tunnelbau, Straße/Schiene und mehr.
Die Gründung erfolgte 1869 als Schmiede in Benschop, dort hat das Unternehmen auch heute noch seinen Stammsitz. 1973 wurde die erste Terminal-Zugmaschine für den Hafen Rotterdam gebaut. Die deutsche Zentrale befindet sich in Hamburg, weitere Dependenzen befinden sich in Bochum, Bad Rappenau, Eisenach und München.

## Geschichte und Zahlen

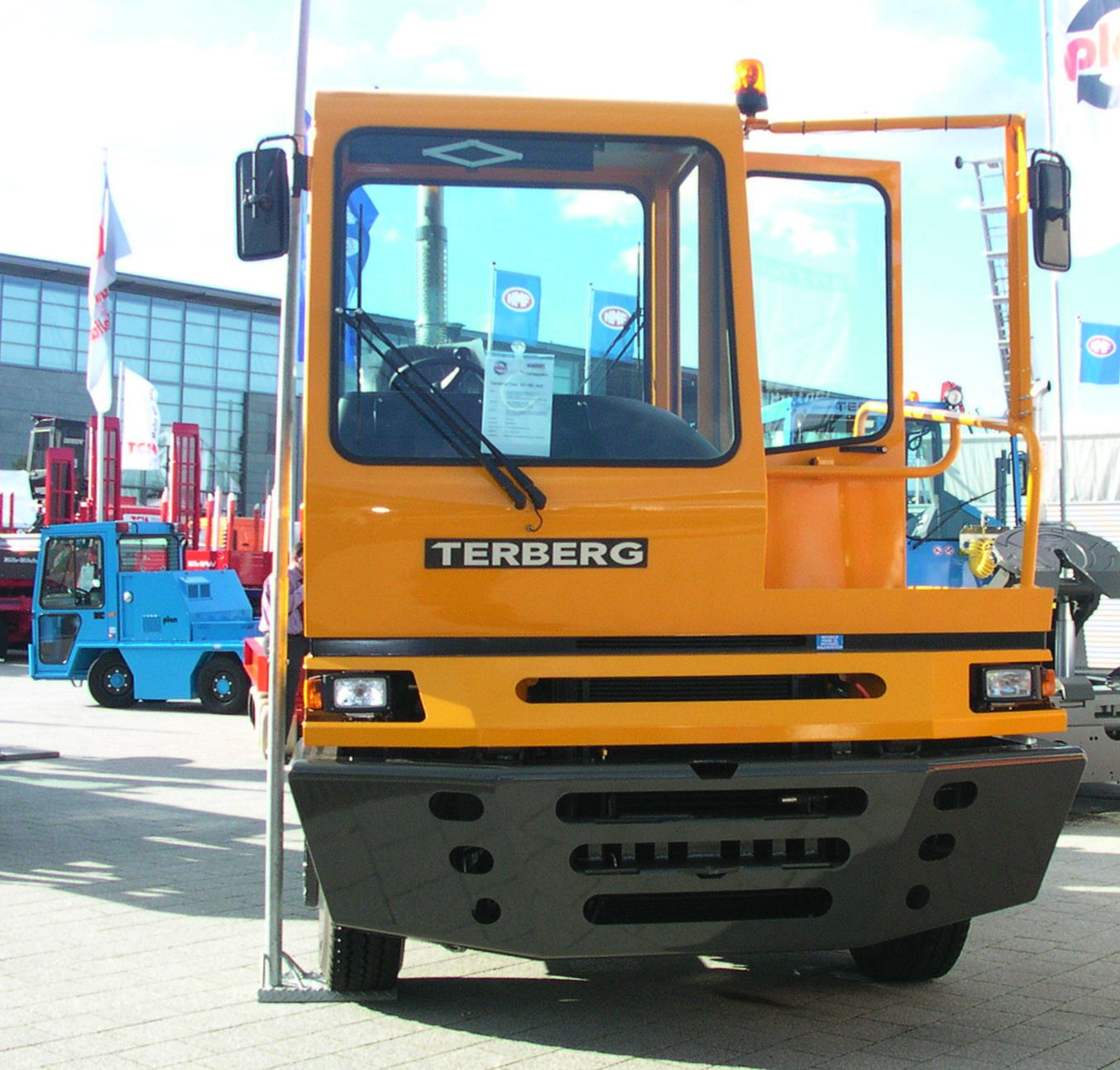
Terberg Yard Trekker

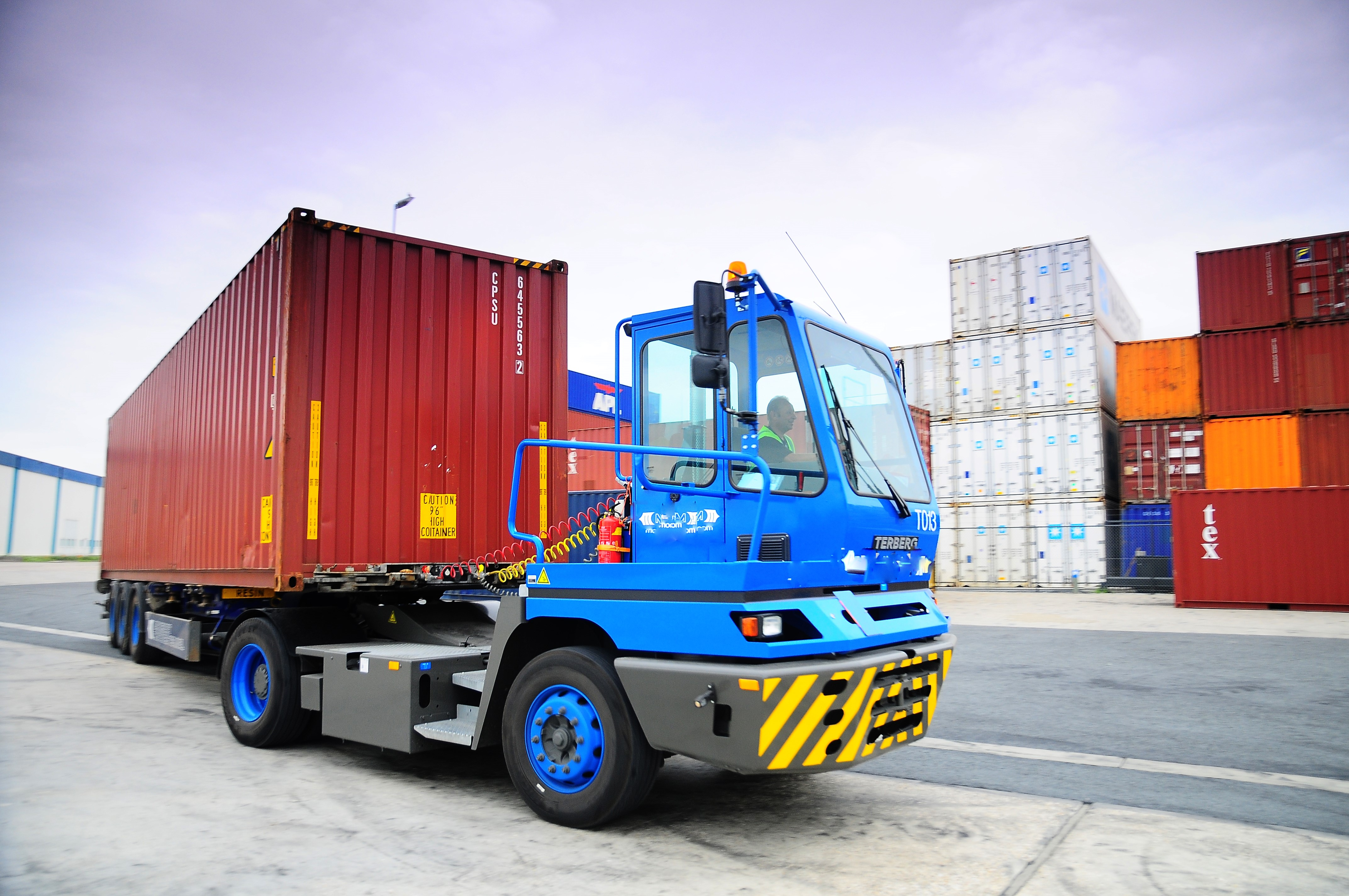
Terberg YT-Zugmaschine

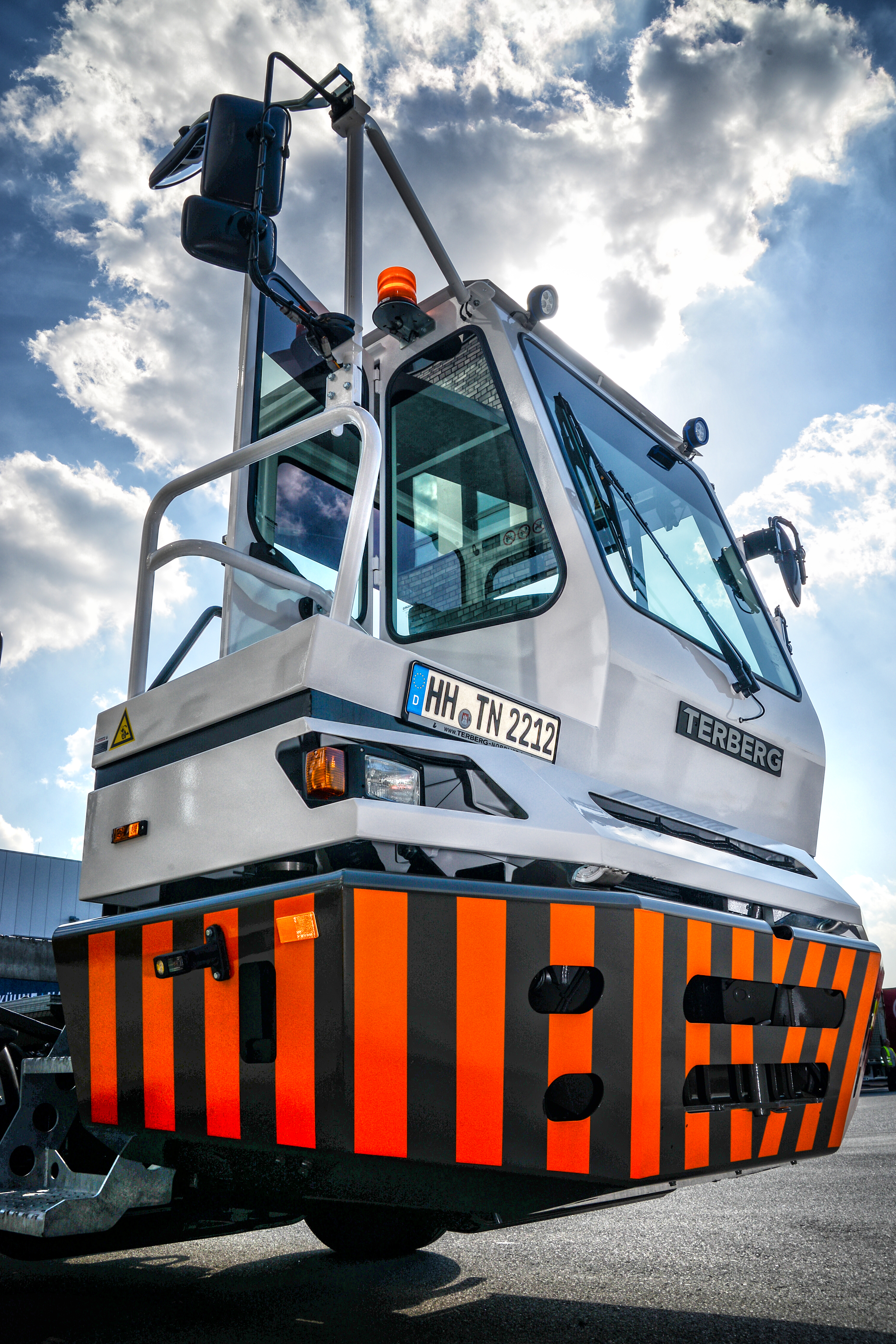
Terberg BC-Wechselbrückenumsetzer

Das Unternehmen wurde 1869 von Johannes Bernadus Terberg als Schmiede in Benschop nahe Utrecht gegründet, 1913 erfolgte die Spezialisierung auf Pferdewagen, den Verkauf und die Wartung von Fahrrädern sowie die Produktion von Haushaltsgeräten und Landmaschinen.
Nach dem Zweiten Weltkrieg wurden ausgediente Jeeps der US-Armee für die zivile landwirtschaftliche Nutzung modifiziert sowie Dreiachs-Lastwagen für den Straßenbau hergestellt. In den 1950ern führte der zunehmende Umbau von Fahrgestellen für höhere Nutzlasten zur Gründung der Geschäftsbereiche „Terberg-Technik“ und „Terberg-Specials“, bei denen bis heute Nutzfahrzeuge aller Art für verschiedenste Einsatzzwecke modifiziert werden. Im Jahr 1966 wurde schließlich noch die Terberg Nutzfahrzeuge-Fabrik mit Neukonstruktionen gegründet. Seit 2012 findet eine Kooperation mit Zagro-Zweiwegefahrzeugen statt. 2015 wird Kinglifter an Terberg Spezialfahrzeuge angegliedert.
Der Beginn des Exportgeschäftes, u. a. nach Belgien, Deutschland, Ghana, Iran, Ägypten, Dubai und Saudi-Arabien liegt im Jahr 1972. Die erste deutsche Niederlassung in Hamburg wurde 2007 gegründet, später wurden weitere in Bochum, Bad Rappenau, Eisenach und München eingerichtet.
Seit 1973 produziert Terberg Terminal-Zugmaschinen und ab den 1980ern beginnt die Produktion von speziellen Fahrzeugen wie 8x8-Röhrentransportern. Kerngeschäft ist die Konstruktion von Kipper-Chassis und Spezialzugmaschinen für Häfen und andere Güterumschlagzentren. Als erster europäischer Hersteller entwickelt Terberg 2013 eine Elektro-Zugmaschine in Serienproduktion.
Zum 150-jährigen Firmenjubiläum 2019 wurde dem Unternehmen vom niederländischen Königshaus der Ehrentitel Hoflieferant verliehen.